# チェーンソー作業者
チェーンソー作業者（チェーンソーさぎょうしゃ）とは伐木等の業務に係る特別教育を修了した者。

## 概要
- 胸高直径が70cm未満の立木の伐木、かかり木でかかっている木の胸高直径が20cm未満であるものの処理の業務

## 受講資格
- 満18歳以上

## 特別教育
- 各講習機関により違う。主にチェーンソー取扱いの業務に係る特別教育は立木の伐木作業者と一緒に行っているのが大部分である。
- 告示で規定された履修時間は13時間（以上）となっている。
- 2019年2月11日をもって特別教育の講習は終了し2月12日より新しい特別教育が交付され、2020年7月31日までは改正前の講習は有効であるが、8月1日に立木の伐木作業者と統合され、無効となる[1]

### 講習科目
- 学科

1. 伐木作業に関する知識
2. チェーンソーに関する知識
3. 振動障害及びその予防に関する知識
4. 関係法令

- 実技

1. 伐木の方法
2. チェーンソーの操作
3. チェーンソーの点検及び整備

## 役割
- 立木の伐木作業者以外の業務しか行えない。